# Simbologia dos santos
A Igreja Católica tem usado símbolos desde o seu início. Cada santo tem uma história e uma razão porque ele ou ela levou uma vida exemplar. Os símbolos têm sido usados pela Igreja Católica para contar estas histórias dos santos. Muitos santos são tradicionalmente representados por símbolos ou ícones relacionados com as suas vidas, para mais facilmente identifica-los por intermédio de gravuras. Esta prática conhecida como iconografia, foi particularmente intencionada para que o analfabeto pudesse reconhecer uma cena, e em geral, ajuda aos cristãos a memorizar o santo e o seu exemplo de vida, simbolizado no ícone. Entretanto, estes símbolos não são necessariamente universais a todas as tradições cristãs que por ventura venha a venerar determinado santo.
As vidas da maioria dos santos estão além da ordinária vida dos ordinários cristãos. O uso do  símbolo, com a estátua ou ícone de um santo, lembra ,ao povo crente, quem esta sendo mostrado e sua história.

## Veneração versus adoração
A tradição católica sobre os santos é que os sacerdotes e fiéis se lembrem que os santos foram pessoas que chegaram a Cristo com a prática de virtudes heroicas e por tal a eles se presta veneração e não adoração.

## Lista de símbolos dos santos
| Santo                  | Símbolos                                                                                            |
| ---------------------- | --------------------------------------------------------------------------------------------------- |
| Agostinho              | Mitra, báculo                                                                                       |
| Ana                    | Livro                                                                                               |
| André                  | Sautor                                                                                              |
| Antão do Deserto       | Cruz tau, porco, sino                                                                               |
| António                | Crucifixo, lírio, Menino Jesus, livro                                                               |
| Bárbara                | Torre                                                                                               |
| Barnabé                | Cajado, ramo de oliveira                                                                            |
| Bartolomeu             | Faca, pedaço de pele                                                                                |
| Brás                   | Velas                                                                                               |
| Caetano                | Lírio, livro, Menino Jesus                                                                          |
| Catarina de Alexandria | Roda de tortura                                                                                     |
| Catarina de Sena       | Lírio, livro, estigmas, coroa de espinhos, coração na mão                                           |
| Cecília                | Palma, coroa de rosas, livro, espada, órgão                                                         |
| Clara de Assis         | Ostensório, báculo, livro, ramo de açucenas                                                         |
| Clemente               | Âncora                                                                                              |
| Cristóvão              | Gaúcha com Cristo                                                                                   |
| Dinis de Paris         | Cabeça em mãos                                                                                      |
| Domingos de Gusmão     | Livro, ramo de açucenas, estrela vermelha, cão preto e branco, rosário                              |
| Doroteia de Cesareia   | Flores, frutas                                                                                      |
| Dunstano               | Alicate                                                                                             |
| Eduardo, o Confessor   | Coroa, halo, cetro                                                                                  |
| Egídio                 | Hábito Beneditino, corça                                                                            |
| Estêvão                | Pedras                                                                                              |
| Estêvão da Hungria     | Coroa, orbe, cetro com cruz patriarcal                                                              |
| Eustáquio              | Touro, crucifixo, chifre, veado, forno                                                              |
| Expedito               | Armadura, corvo negro, cruz                                                                         |
| Fábio                  | Palma                                                                                               |
| Filipe                 | Cruz de duplo ou triplo travessão, pães, pedras, dragão                                             |
| Filomena               | Âncora, flecha, palma                                                                               |
| Francisco de Assis     | Cordão com três nós, crucifixo, estigmas                                                            |
| Helena                 | Cruz                                                                                                |
| Inácio de Loyola       | Hábito jesuíta, livro aberto, cruz ou vara ou bandeira                                              |
| Inês                   | Anho                                                                                                |
| Isabel de Portugal     | Coroa, rosas                                                                                        |
| Jerônimo               | Hábito de cardeal, leão                                                                             |
| João Batista           | Anho, cruz                                                                                          |
| João, o Evangelista    | Águia, dragão em cálice                                                                             |
| Jorge                  | Dragão, cruz vermelha                                                                               |
| José de Anchieta       | Livro do Evangelho, crucifixo e cana                                                                |
| José                   | Esquadro, martelo, vara florida, Menino Jesus                                                       |
| Judas Tadeu            | Cruz processional, lança, machado, espinhos, livro                                                  |
| Leonardo               | Correntes, amarras                                                                                  |
| Lourenço               | Grelha                                                                                              |
| Lucas                  | Touro                                                                                               |
| Lúcia                  | Olhos sobre um prato                                                                                |
| Luís                   | Coroa de Espinhos, Manto com Flor-de-lis, Coroa.                                                    |
| Marcos                 | Leão                                                                                                |
| Margarida              | Dragão                                                                                              |
| Maria                  | Lírios, o seu monograma                                                                             |
| Maria Madalena         | Caixa alabastro de pomada (Oeste); ovo vermelho (Leste), vaso de perfume, crânio, coroa de espinhos |
| Martinho de Tours      | Partilhando parte da sua capa a um mendigo                                                          |
| Mateus                 | Anjo, homem com asas                                                                                |
| Miguel                 | Balança, dragão                                                                                     |
| Nicolau                | Cajado, três moedeiros                                                                              |
| Pancrácio              | Espada, ramo de palmeira                                                                            |
| Patrício               | Trevo, cruz                                                                                         |
| Paulo                  | Espada                                                                                              |
| Pedro                  | Chaves, galo, cruz invertida                                                                        |
| Pedro de Betancur      | Sino, hábito franciscano e lanza de camponês canario                                                |
| Pedro de Verona        | Hábito dominicano, cutelo/machado na cabeça, palma com três coroas                                  |
| Rita de Cássia         | Espinho na testa                                                                                    |
| Sebastião              | Flechas                                                                                             |
| Simão                  | Serra                                                                                               |
| Teresa do Menino Jesus | Rosas, crucifixo                                                                                    |
| Tiago, Maior           | Cajado, vieira, cruz de Santiago                                                                    |
| Tiago, Menor           | Pedras, serra                                                                                       |
| Tomás de Aquino        | Ostensório                                                                                          |
| Tomé                   | Lança, esquadro                                                                                     |
| Vito                   | Caldeirão, galo, leão                                                                               |